# 甘江镇
甘江镇，是中华人民共和国四川省乐山市夹江县下辖的一个乡镇级行政单位。2019年9月，撤销甘霖镇和顺河乡，将其所属行政区域划归甘江镇管辖。

## 行政区划
甘江镇下辖以下地区：
一社区、二社区、席湾村、盘渡村、新民村、界牌村、圣本村、大坪村、春林村、付祠村、鞠村、大元村、双碑村、吉祥村、万华村、五星村、李村、陶渡村、中心村、大同村、河西村、胜利村和艾中村、大石桥村、席河村、宝华村、新生村、南山村、民主村、文沟村、朝阳村、定会村和板桥村、同心村、前进村、上游村、正觉村、山河村、蔡河村、龙兴村和宿坪村。